# شهرستان سورو-کوریلسکی
شهرستان سورو-کوریلسکی (به لاتین: Severo-Kurilsky District) یک شهرستان در روسیه است که در استان ساخالین واقع شده‌است.